# Бонплан, Эме
Эме́ Жак Алекса́ндр Бонпла́н (фр. Aimé Jacques Alexandre Bonpland) — (22 августа 1773 — 4 мая 1858) — французский географ и ботаник, естествоиспытатель и путешественник первой половины XIX века.

## Жизненный и научный путь
Бонплан был сыном главного хирурга госпиталя Ла-Рошель Симона-Жака Гужо-Бонплана (фр. Simon-Jacques Goujaud-Bonpland) и Маргерит-Олив, урождённой де ла Кост (фр. Marguerite-Olive de la Coste).
С 1791 года изучал медицину в Париже у Корвизара, испытал влияние ведущих ботаников того времени А. Л. Жюссьё и Дефонтена. Был призван на военную службу в качестве хирурга в порту Тулона (до 1795 года). Вернувшись в Париж, встретил Александра фон Гумбольдта, с которым завязалась дружба, основанная на увлечениях биологией и путешествиями.
В январе — мае 1799 года Бонплан и Гумбольдт совершили экспедицию по Испании от Барселоны через Мадрид до Ла-Коруньи. Во время аудиенции в Мадриде испанский монарх ответил любезностью на просьбу учёных провести исследования в испанских владениях в Америке. Более того, он предписал своим американским наместникам оказывать исследователям всяческое содействие.

### Американская экспедиция 1799—1804 годов
В июне 1799 года Бонплан под началом Гумбольдта (и на его собственные средства) отправился из порта Ла-Корунья через Канарские острова, где они подымались с научными целями на Тенерифский пик.
16 июля 1799 года экспедиция сошла на берег Венесуэлы в порту Кумана.
Богатство и разнообразие природы тропических районов Нового Света поразило путешественников. Гумбольдт писал брату:
Бонплан уверяет, что сойдёт с ума, если эти чудеса не скоро исчерпаются. Но ещё прекраснее всех отдельных чудес общее впечатление этой природы — могучей, роскошной и в то же время легкой, веселой и мягкой…

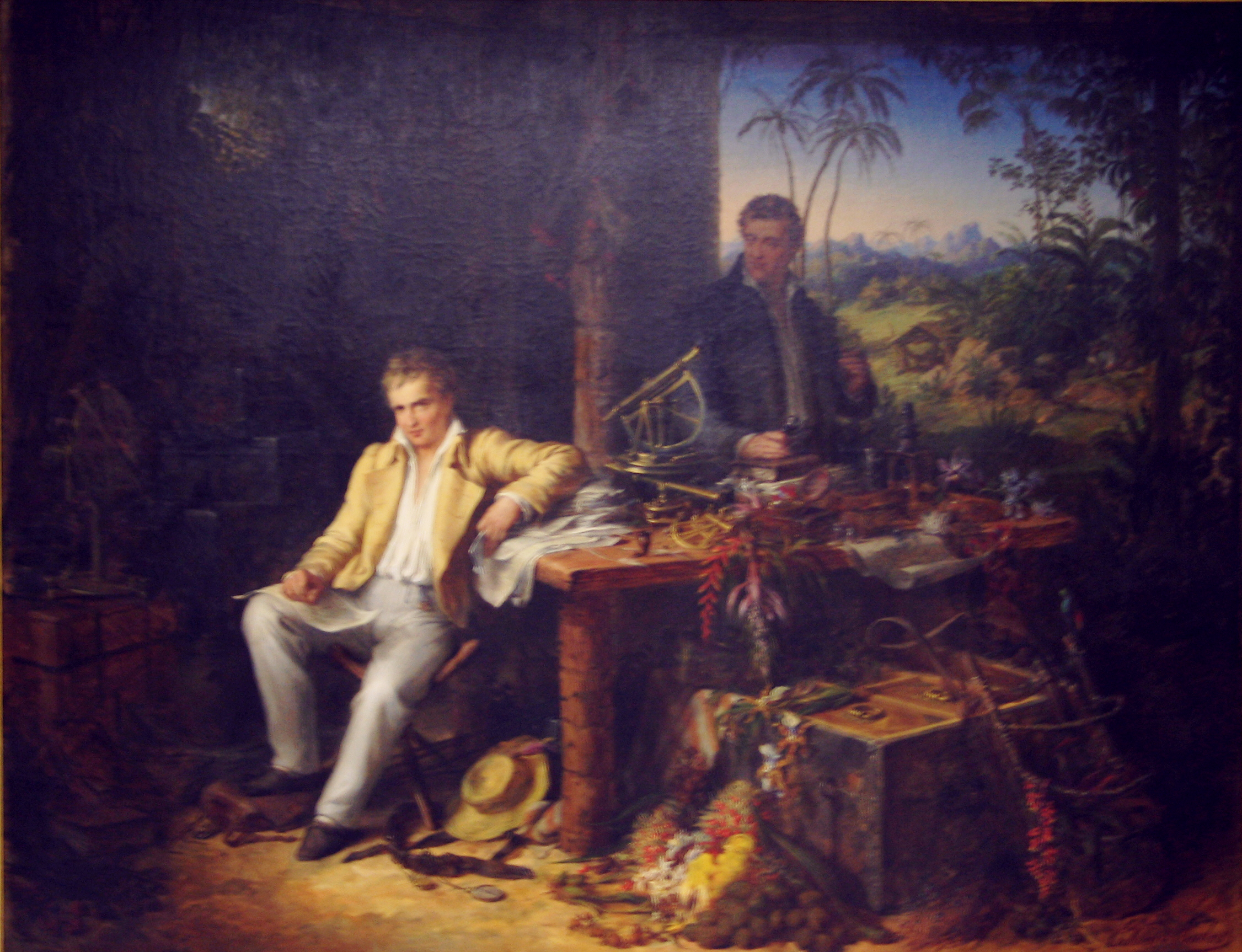
Гумбольдт и Бонплан в джунглях Амазонки. Картина Эдуарда Эндера, 1850. Бранденбургская Академия наук, Берлин

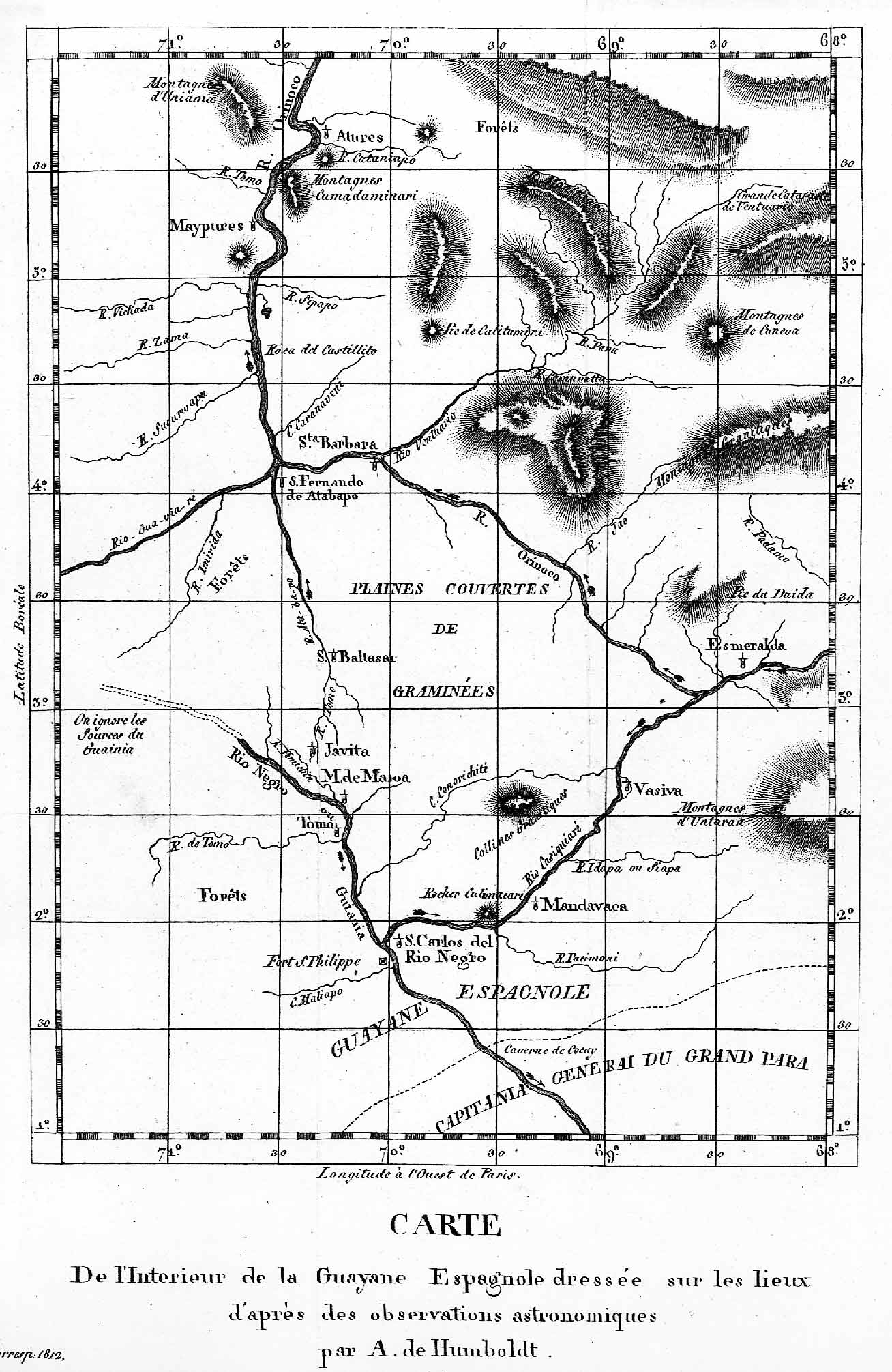
Карта Касикьяре, составленная на основе данных экспедиции Гумбольдта и Бонплана. 1799

Из Куманы путешественники отправились в Каракас, столицу Венесуэлы, затем на юг в сторону городка Апуре. В Апуре путешественники наняли пирогу с пятью индейцами. На шестой день плавания путешественники достигли реки Ориноко, несколько дней провели в миссии Атурес и отправились далее по Ориноко. Они поднялись по реке до места, где от неё отходит на юго-запад рукав Касикьяре, впадающий в Риу-Негру, приток Амазонки. Учёные выяснили, что бассейны великих рек Ориноко и Амазонки взаимосвязаны. Путешественники спустились по Ориноко до Ангостуры, главного города Гвианы.
В ноябре 1800 года Александр и Эме перебрались на остров Куба и провели несколько месяцев в Гаване, совершая вылазки в различные районы Кубы, изучая природу Антильских островов.

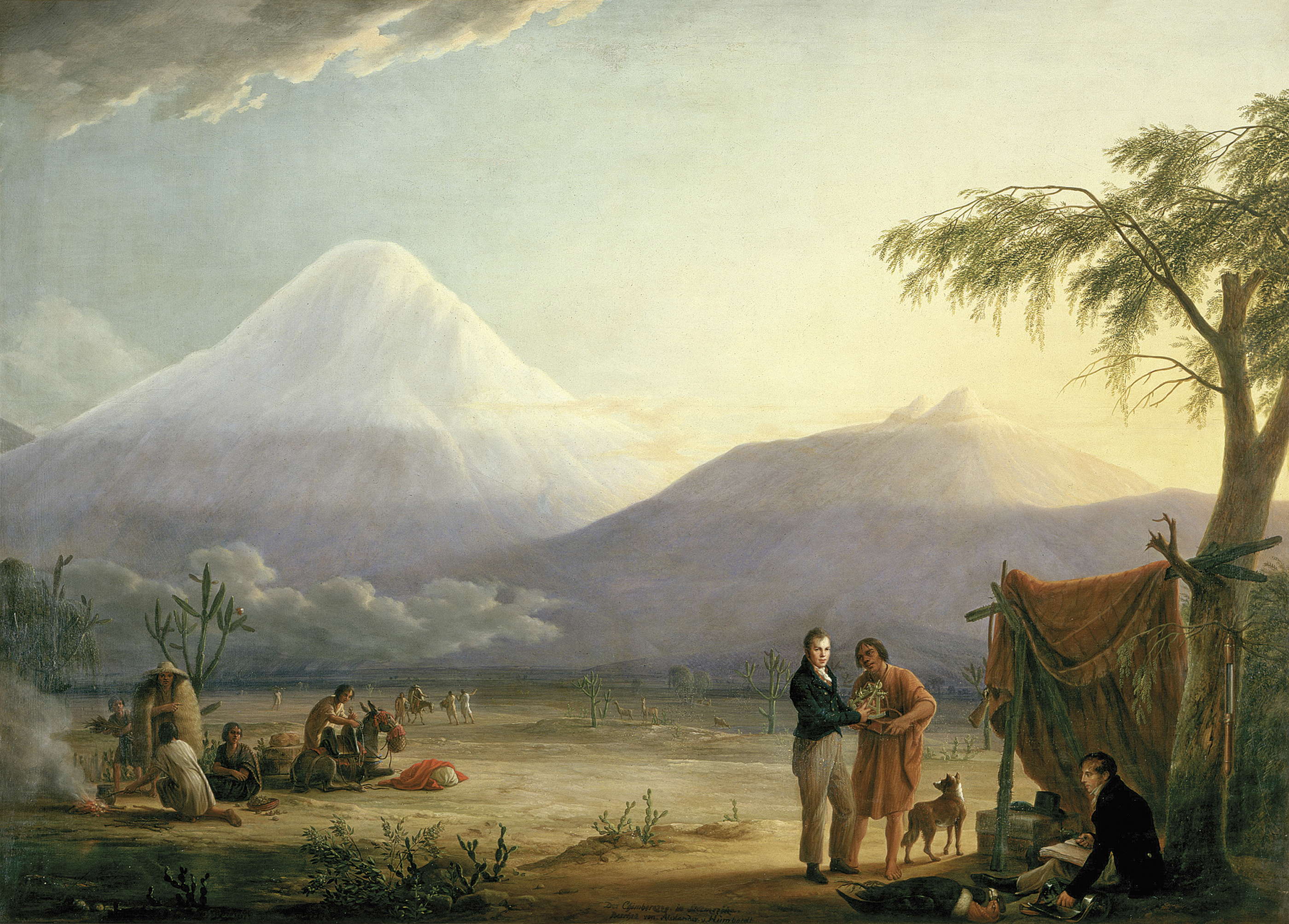
Гумбольдт и Бонплан у вулкана Чимборасо. Картина Фридриха Георга Вейча, 1810

Затем путешественники переправились в Бразилию, поднялись по реке Магдалене до Онды, откуда проехали в Боготу. Посвятив довольно много времени изучению плато Санта-Фе, путешественники отправились в Кито через проход Квиндиу в Кордильерах. На пути и в провинции Кито они исследовали вулканы Экваториальных Анд, в июне поднимались на потухший вулкан Чимборасо (6267 метров) и достигли высоты 5759 метров — мировой рекорд того времени. Далее последовал поход по Перуанским Андам. В октябре 1801 года учёные прибыли в Лиму, в январе 1802 года — в Кито. В Перу они провели около года, изучая богатую природу этой части Америки.
В декабре 1802 — марте 1803 годов исследователи перешли морем через Гуаякиль к порту Акапулько в Мексике и через три недели были в Мехико. Там они прожили до января 1804 года, совершая экскурсии по стране.

### Возвращение
Наконец, 9 июля 1804 года Гумбольдт и Бонплан отплыли в Европу и 3 августа высадились в Бордо.
Во время этой грандиозной экспедиции, которая продолжалась почти 5 лет, до 1804 года, Бонплан собрал до 6000 растений и описал более 3500, большая часть которых представляла новые для науки роды и виды.
Огромный интерес представляют также данные по геологии, зоологии, метеорологии, картографии и другим наукам. За глубину и широту новых данных эта экспедиция позднее была названа «научным открытием Америки».
В 1807—1834 годах вышло 30-томное описание экспедиции «Voyage aux regions équinoxiales du Nouveau Continent, fait en 1799, 1800, 1801, 1802, 1803 et 1804» (фр.) («Путешествие в равноденственные области Нового Света в 1799—1804 гг.»; практически одновременно вышло немецкое издание).
За составление гербария из дубликатов растений, собранных им совместно с Гумбольдтом и пожертвованных Ботаническому саду Национального музея естественной истории в Париже, Бонплан получил от Наполеона ежегодную пенсию в 3000 франков, звание придворного ботаника императрицы Жозефины и пост директора (суперинтенданта) садов в Наварре (Нормандия) и Мальмезоне, описание которых издал под заглавием «Description des plantes rares cultivées à Malmaison et à Navarre / par Aimé Bonpland» (Paris: De l’Imprimerie de P. Didot, 1812—1817 (фр.)), в 11 частях, с 64 гравюрами на меди. Время от времени Бонплан совершал ботанические экскурсии по Европе.

### Снова в Америке
Смерть в 1814 году главной покровительницы Бонплана заставила его вновь искать счастья в Южной Америке (1816).
По прибытии в Буэнос-Айрес Бонплан был назначен там профессором естественной истории (1818). Отсюда Бонплан предпринял в октябре того же года путешествие с научной целью вверх по течению Параны, успел, однако, достигнуть только Санта-Аны, провинция Корриентес на восточном берегу Параны, где устроил плантации чая и основал индейскую колонию, когда был в 1821 году внезапно арестован солдатами доктора Хосе Гаспара Родригеса де Франсия, тогдашнего диктатора Парагвая, и вместе с индейцами, жителями новой колонии, отвезён в столицу Парагвая Асунсьон. Причиной этого было желание Франсии воспрепятствовать разведению парагвайского чая мате в Аргентине.
Из Асунсьона Бонплан был вначале послан в качестве гарнизонного врача в один из фортов, затем ему было предоставлено право продолжать свои научные занятия, содержать ферму с диспансером и даже совершать небольшие ботанические походы вглубь страны.
С многочисленными просьбами об освобождении узника к Франсии обращались друзья Бонплана, в том числе Гумбольдт и Симон Боливар (последний писал, что «готов пешком дойти до Парагвая, лишь бы освободить лучшего из людей и знаменитейшего из путешественников»). Однако Бонплан был освобождён только в мае 1829 года и поселился в Бразилии в Сан-Боржа, провинция Риу-Гранди-ду-Сул, основав поместье (второе — в Санта-Ане), где с успехом выращивал цитрусовые. Отсюда писал он несколько раз Гумбольдту и Делессеру, что ожидает только возвращения своих коллекций из Парагвая, чтобы тотчас же вернуться в Европу. Но вместо того он сам поехал в Парагвай, где женился на индианке Викториане.
В Европе Гумбольдт, Делессер и другие ботаники продолжали помнить о нём. В Ганновере в 1853 году Зееманом был начат изданием журнал под характерным названием «Bonplandia». В 1857 году Бонплан был избран членом Академии Леопольдина.
Последние годы Бонплан поддерживал себя лишь медицинской практикой и умер в бедности.
Парагвайские его коллекции, которые он ещё при жизни подарил парижскому музею, были после смерти Бонплана утеряны.

## Основные труды
- фр. Humboldt A. von. Voyage aux regions équinoxiales du Nouveau Continent, fait en 1799, 1800, 1801, 1802, 1803 et 1804 par Alexander Humboldt et Aimé Bonpland / red. A. de Humboldt. — Grand edition. – Paris : Schoell Dufor, Mare et Gide, 1807 et années suivantes.[5]
- фр. Plantes équinoxiales recueillies au Mexique: dans l'île de Cuba, dans les provinces de Caracas, de Cumana et de Barcelone, aux Andes de la Nouvelle Grenade, de Quito et du Pérou, et sur les bords du rio-Negro de Orénoque et de la rivière des Amazones. Voyage de Humboldt et Bonpland. Paris: F. Schoell, 1808-09 (В 2-х т.)
- фр. Bonpland A. Monographie des mélastomacées etc., 1808 (2 т., Париж; со 120 гравюрами на меди)
- фр. Bonpland A. Nova genera et species plantarum: quas in peregrinatione orbis novi collegerunt, descripserunt, partim adumbraverunt Amat. Bonpland et Alex. de Humboldt. – Lutetiae Parisiorum: Sumtibus Librariae graeco-latino-germanicae, 1815–1825. (В 7 т.)

## Названы в честь Бонплана
- Кратер Бонплан на Луне
- Форт в Буэнос-Айресе
- Роды растений Бонпландара (Bonplandara J.M.H.Shaw) семейства Орхидные, Бонпландия (Bonplandia Cav.) семейства Синюховые и ещё одна Бонпландия (Bonplandia Willd.) — семейства Рутовые